# Trögerite
La trögerite (simbolo IMA: Tge) è un minerale molto raro del gruppo della meta-autunite appartenente alla famiglia dei "fosfati, arseniati e vanadati" con formula chimica (H3O)2[UO2|AsO4]2 • 6–8(H2O) ed è quindi chimicamente un arseniato di ossonio-uranile contenente acqua.

## Etimologia e storia
Il minerale fu scoperto per la prima volta nella miniera "Weißer Hirsch" a Schneeberg nei Monti Metalliferi (Sassonia) nel 1871 dal funzionario minerario Richard Tröger. Fu poi descritta da Albin Weisbach, che le diede il nome di trögerite. Insieme a questo minerale, scoprì anche la walpurgite, dal nome della vena di Walpurgis in cui fu fatta la scoperta.

## Classificazione
Già nell'obsoleta, ma in parte ancora in uso, 8ª edizione della sistematica minerale secondo Strunz, la trögerite apparteneva alla classe minerale dei "fosfati, arseniati e vanadati" e lì alla sottoclasse dei "fosfati uranilici/arseniati e vanadati uranilici", dove veniva elencata insieme ad autunite, fritzscheite, heinrichite, kahlerite, nováčekite, torbernite, sabugalite, saléeite, uranocircite, uranospinite e zeunerite, con le quali forma il "gruppo dell'autunite" con il sistema nº VII/E.01.
La 9ª edizione della sistematica dei minerali di Strunz, valida dal 2001 e utilizzata dall'Associazione Mineralogica Internazionale (IMA), classifica la trögerite nella sezione "8. Fosfati, arsenati, vanadati" e da lì alla sottosezione "8.E Fosfati e arsenati di uranile"; questa è ulteriormente suddivisa in base al rapporto quantità di sostanza dei gruppi uranilici (UO2) rispetto al complesso fosfato, arseniato o vanadato (RO4), in modo che il minerale possa essere trovato in base alla sua composizione nella suddivisione ""8.EB UO2:RO4 = 1:1", dove è elencata insieme a chernikovite, meta-ankoleite, uramarsite, abernathyite, uramphite e natrouranospinite, con le quali forma il gruppo senza nome nº 8.EB.15.
Anche la sistematica dei minerali secondo Dana, che viene utilizzata principalmente nel mondo anglosassone, classifica la trögerite nella classe dei "fosfati, arseniati e vanadati" e lì nella sottoclasse dei "fosfati contenenti acqua, ecc.". Qui è l'unico membro del gruppo senza nome nº 40.02a.20 all'interno della suddivisione "fosfati acquosi ecc., con A2+(B2+)2(XO4) • x(H2O), con (UO2)2+".

## Abito cristallino
La trögerite cristallizza nel sistema tetragonale nel gruppo spaziale P4/nmm (gruppo nº 129) con i parametri del reticolo a = 7,16 Å e c = 8,80 Å così come una unità di formula per cella unitaria.

## Proprietà
La trögerite contiene arsenico e uranio legati chimicamente ed è quindi altamente tossica e cancerogena. A causa del suo contenuto di uranio fino al 49,4%, il minerale è anche radioattivo. Tenendo conto delle serie di decadimento naturale o dei prodotti di decadimento esistenti, l'attività specifica è data come 88,4 kBq/g (per confronto, il potassio naturale ha attività specifica pari a 31,2 Bq/g).
Sotto la luce ultravioletta, il minerale diventa giallo limone. Il contenuto di acqua cristallina è variabile e può essere rilasciata in modo reversibile.

## Origine e giacitura
La trögerite si forma come minerale secondario nella zona di ossidazione di alcuni depositi di uranio. A seconda della località, è associato a walpurgite, uranospinite, uranospathite, asselbornite, zeunerite, uranosphaerite ed eritrite nella località tipo o realgar, orpimento, scorodite, mansfieldite, natrouranospinite, arseniosiderite, metatorbernite, metazeunerite, uranofane, arsenopirite, pirite e galena nel lago Alakol in Kazakistan.
Si conoscono solo poche località della trögerite; oltre alla località tipo, queste includono Sandon nella Columbia Britannica (in Canada), Příbram, Jáchymov, Harrachov e Javorník nella Repubblica Ceca, Lodève in Francia, Johanngeorgenstadt e Ronneburg (Turingia) in Germania, il lago Alakol in Kazakistan, Prakovce in Slovacchia, oltre a Oregon, Dakota del Sud e Wyoming (negli Stati Uniti).

## Forma in cui si presenta in natura
La trögerite sviluppa cristalli sottili, simili alla mica, di colore giallo limone, che possono crescere fino a un millimetro di dimensione.